# Settimo Calcio 1912
Il Settimo Calcio 1912, altresì noto come Calcio Settimo, o più semplicemente come Settimo è una società calcistica italiana con sede nella città di Settimo Torinese.
È, insieme alla Pro Eureka, una delle due principali squadre di calcio di Settimo Torinese.
È stata fondata nel 1912 con la denominazione Unione Sportiva Settimese. Ha toccato il suo apice sportivo nella stagione 1942-43, quando ha disputato il suo unico campionato di Serie C; al termine della stagione 2008-2009 viene ripescato in Serie D dove rimane per 2 stagioni. Attualmente milita in Eccellenza dalla stagione 2020-2021. Lo stadio in cui il Settimo gioca le sue partite casalinghe è il Primo Levi.
Il colore sociale principale è sempre stato il viola, tanto che i suoi giocatori sono soprannominati le violette.

## Storia
Fondata nel 1912, ha conquistato la prima promozione ad un campionato nazionale attraverso gli spareggi del D.D.S. della Seconda Divisione nella stagione 1932-33, ma ritirandosi poi dalla successiva Prima Divisione 1933-34 prima ancora dell'inizio del campionato.
Nel 1942-43, partecipò, per la prima e unica volta nella sua storia, alla Serie C, giungendo settima nel girone E. Ma la salvezza guadagnata sul campo venne vanificata dall'interruzione dei campionati dovuta al secondo conflitto mondiale.
Nel dopoguerra il Settimo ha sempre militato in campionati regionali.
All'inizio degli anni novanta Settimo Torinese poteva contare su tre squadre nella Promozione regionale: il Settimo, la Pro Settimo e l'Eureka.
Nel 1994-95 il Settimo e l'Eureka si fusero nella Settimo Eureka, ma il connubio ebbe vita breve. Nuovamente scisse le squadre presero strade differenti: nel 2007 l'Eureka si fuse nuovamente, questa volta con la Pro Settimo, formando così la Pro Settimo & Eureka (oggi Pro Eureka), giunta in Serie D già nel 2008-09. Il Settimo, invece, proseguì nel suo cammino da solo, e raggiunse i cugini al termine della stagione 2008-09, venendo ripescato in Serie D dopo essere stato eliminato alle semifinali negli spareggi nazionali.
Nella stagione 2015-2016 con i ragazzi della Juniores, il Settimo Calcio è diventato per la prima volta campione piemontese acquisendo così la possibilità di affrontare le più forti squadre dilettantistiche italiane, classificandosi infine vice-campione d'Italia.
Il Settimo Calcio attualmente è gestito dal Presidente Emiddio Ursillo e diretto dal Direttore Generale Vito Bellantuono, vanta una nutrita scuola calcio oltre a tutte le formazioni giovanili, la Juniores e, ovviamente, la Prima Squadra.
Nel 2020 fanno ritorno dopo alcuni anni nel campionato di Eccellenza dove militano tutt’oggi

## Cronistoria

### Cronistoria campionati
| Categoria  | Partecipazioni | Debutto   | Ultima stagione |
| ---------- | -------------- | --------- | --------------- |
| Serie C    | 1              | 1942-1943 | 1942-1943       |
| Serie D    | 2              | 2009-2010 | 2010-2011       |
| Eccellenza | 22             | 1997-1998 | 2024-2025       |
| Promozione | 14             | 1920-1921 | 2019-2020       |

## Palmarès

### Competizioni regionali
- Prima Divisione: 1

1941-1942
- Campionato italiano di terza divisione: 1

1929-1930
- Promozione: 3

1996-1997, 2014-2015 (girone B), 2019-2020 (girone B)
- Prima Categoria: 2

1977-1978, 1992-1993
- Seconda Categoria: 1

1972-1973
- Coppa Italia Dilettanti Piemonte-Valle d'Aosta: 1

2005-2006